# 庞光街道
庞光街道，原为庞光镇，是中华人民共和国陕西省西安市鄠邑区下辖的一个乡镇级行政单位。2018年撤镇设街道。区划代码改为610118007。

## 行政区划
庞光街道下辖以下地区：
王寨村、乌东村、乌西村、李家庄村、焦东村、焦西村、李原寨村、化丰村、新阳村、黄柏村、化东村、化中村、化西村、木家堡村、扬家堡村、宁家堡村、新寨村、姚家河村、炉东村、炉西村、孙姑村、东滩村、南正村、北正村和四府村。